# Обвідна (хвилі)

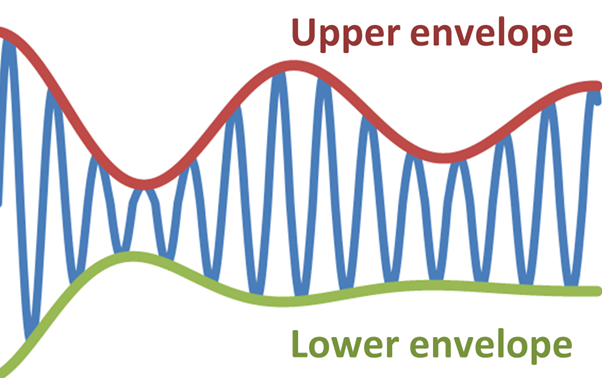
верхня і нижня обвідні функції для синусоїдної модульованої хвилі.

У фізиці і техніці, обвідна коливального сигналу це гладка крива, що окреслює всі його екстремуми. Таким чином обвідна узагальнює поняття сталої амплітуди. На зображенні показано модульовану синусоїдну хвилю, яка коливається між верхньою і нижньою обвідною лінією. Обвідна функція може бути функцією із змінною часу, простору, кута, або по суті будь-якої змінної величини.

## Приклад: биття хвиль

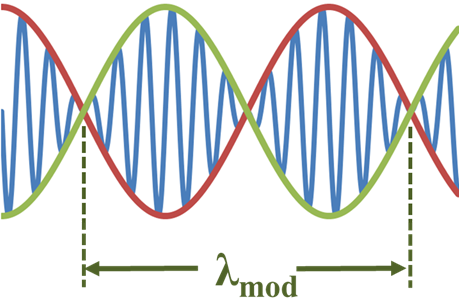
Модульована хвиля отримана шляхом додавання двох синусних хвиль з майже однаковою довжиною хвилі і частотою.

Простою ситуацією з отримання обвідної функції в обох вимірах, в просторі x і у часі t є суперпозиція двох хвиль з майже однаковою довжиною хвилі і частотою:
{\displaystyle {\begin{aligned}F(x,\ t)&=\sin \left[2\pi \left({\frac {x}{\lambda -\Delta \lambda }}-(f+\Delta f)t\right)\right]+\sin \left[2\pi \left({\frac {x}{\lambda +\Delta \lambda }}-(f-\Delta f)t\right)\right]\\[6pt]&\approx 2\cos \left[2\pi \left({\frac {x}{\lambda _{\rm {mod}}}}-\Delta f\ t\right)\right]\ \sin \left[2\pi \left({\frac {x}{\lambda }}-f\ t\right)\right]\end{aligned}}}
тут використано тригонометричні формули для додавання двох синусних хвиль, і наближення Δλ ≪ λ:
{\displaystyle {\frac {1}{\lambda \pm \Delta \lambda }}={\frac {1}{\lambda }}\ {\frac {1}{1\pm \Delta \lambda /\lambda }}\approx {\frac {1}{\lambda }}\mp {\frac {\Delta \lambda }{\lambda ^{2}}}.}
Тут модульована довжина хвилі λmod задана як:
{\displaystyle \lambda _{\rm {mod}}={\frac {\lambda ^{2}}{\Delta \lambda }}\ .}
Довжина хвилі модуляції вдвічі перевищує довжину хвилі обвідної, оскільки кожна половина довжини хвилі модулюючої косинусної хвилі обумовлює додатні і від'ємні значення модульованої синусної хвилі. Аналогічно, частота биття яку задає обвідна, вдвічі більша за модулюючу хвилю, або 2Δf.
Якщо ця хвиля є звуковою хвилею, вухо сприймає частоту, що відповідає f а амплітуда цього звуку змінюється із частотою биття.